# 普馬阿帕切塔山
17°12′56″S 66°26′3″W / 17.21556°S 66.43417°W
普馬阿帕切塔山（Puma Apachita），是玻利維亞的山峰，位於該國中部科恰班巴省，處於科恰班巴西北面、哈通卡薩山東南面，屬於安第斯山脈的一部分，海拔高度4,920米。